# 与你同行 (自我主张单曲)
《与你同行》（All Alone With You）是日本音乐团体EGOIST的第4支单曲。2013年3月6日由Sony Records发售。

## 概要
继前作《无名怪物》之后时隔4个月发表的2013年第1支单曲。标题曲目是电视动画《PSYCHO-PASS》的后期片尾曲。与前作一样分初回限定盤和通常盤2种规格发售，前者另外包含有标题曲目的PV以及《PSYCHO-PASS》的无字幕片尾动画。

## 收录曲目
（全作詞・作曲・編曲: ryo）
1. 与你同行 [5:50] （All Alone With You）
富士系动画制作公司NoitaminA出品动画《PSYCHO-PASS》后期片尾曲。
前作のEDMから一変したミディアムバラード調の楽曲となっている。
2. 无法言喻 [4:10]
标题有“莫名的，无法解释”的意思，是单词“Unreadable”倒过来写成。
テクノディスコ調の楽曲となっている。
3. 与你同行 动画版  [1:32]（All Alone With You （TV Edit 92s ver））
4. 与你同行 伴奏（All Alone With You -Instrumetal-）
5. 无法言喻 伴奏（elbadaernU -Instrumetal-）
6. 与你同行 动画版 伴奏（All Alone With You (TV Edit 92s ver） -Instrumetal-）

DVD（仅初回限定盤）
1. All Alone With You（Music Video）
2. （心理测量者）片尾无字幕动画